# Tavaux
Tavaux település Franciaországban, Jura megyében. Lakosainak száma 3926 fő (2022. január 1.). Tavaux Abergement-la-Ronce, Molay, Champdivers, Damparis, Gevry és Saint-Aubin községekkel határos.

## Népesség
A település népessége az elmúlt években az alábbi módon változott:
| Lakosok száma | 4905 | 4417 | 4387 | 4056 | 4012 | 3934 | 3918 | 3957 | 3934 | 3926 |
|               | 1968 | 1982 | 1990 | 2006 | 2013 | 2015 | 2017 | 2019 | 2020 | 2022 |